# Naâma
Naâma   este un oraș  în  Algeria. Este reședința  provinciei  Naâma.